# 郭鹞
郭鹞（1922年—），男，河南洛阳人，中国放射医学家，曾任中国人民解放军第四军医大学教授、博士生导师。